# Takács Antal (szerzetes)
Takács Antal (Esztergom, 1727. – Andocs, 1805. április 7.) ferences rendi szerzetes.

## Élete
Teológiai tanulmányainak befejezése után, 1745-ben lépett a rendbe és 1749-ben szentelték pappá. Több helyen működött mint hitszónok, főleg Andocson fejtett ki nagy tevékenységet. 1770 körül egy ideig adminisztrátor volt Fajszon, majd visszakerült Andocsra, ott érte a halál 1805-ben.

## Kötete
- Lelki-Ismeretnek ösztöne, az az egy titkos értelmű tövises kert, mellyben a nyolczad napig kesergő buzgó áhétatos Lélek csendes nyugodalommal, és meg-sebhett kesergő szível köteles hivatallyáról megemlékezvén magánosan munkálódik, és a Mennyei Serafimokkal Istenesen beszélgetvén eltöltött idejének napjait, és sokféle fogyatkozásokkal tellyes életének zürzavar óráit számba veszi... Elsőben jött ez világosságra Deák nyelven... Aemilianus Nieberle... Szerafikus Szent Ferencz Provincziabéli szerzetes által, most pedig ugyanazon Szent-Atyának Magyarországi Boldog-Asszony Provincziabéli... méltatlan szolgája Magyar nyelvre fordította. Győr, 1770.